# Chertek Antjimaa-Toka
Chertek Antjimaa-Toka, född 1 januari 1912, död 4 november 2008 (tuvinska Анчимаа-Тока Хертек Амырбит уруу), var en tuvanesisk-sovjetisk politiker, 1940–1944 ordförande för parlamentet i Folkrepubliken Tuva. Hon kan räknas som den första icke kungliga kvinnliga statschefen i världen. Titeln har dock ifrågasatts eftersom folkrepubliken Tuva erkändes endast av Sovjetunionen och folkrepubliken Mongoliet.

## Bakgrund och privatliv
Chertek Antjimaa-Toka föddes i en fattig bondefamilj i byn Baj-Tajga, i Tuva (då Qingdynastin). Cherteks exakta födelsedatum är okänt men hon är född på vintern 1912, och den 1 januari har nämnts som hennes födelsedatum. Hennes far och äldre bröder blev smittade av mässling och dog då Chertek var ung. Trots sin familjs fattigdom lärde Chertek sig att läsa och skriva mongoliska och senare tuvinska, då språket fick sin skriftliga standard på 1930-talet.
Sedan 1940 var hon gift med Salchak Toka tills Salchak avled år 1973. Efter detta lämnade Antjimaa-Toka politiken och levde resten av sitt liv i relativ tystnad. Hon avled i Kyzyl den 4 november 2008.

## Politisk karriär
Antjimaa gick hon med i partiets ungdomsorganisation 1930 och blev partimedlem 1931. Som skriv- och läskunnig fungerade hon som bokförare. Hon utbildades i Moskva, och 1935 blev hon medlem i Tuvas propagandaministerium.
År 1938 blev hon direktör för kvinnoorganisationen och 1940 statschef. Hon brevväxlade med sin sovjetkollega Michail Kalinin. Under andra världskriget mobiliserade hon Tuva i Sovjets kamp mot Nazityskland. Hon samarbetade sedan för att även formellt infoga Tuva med Sovjetunionen 1944. Därefter var hon vice ordförande för partistyrelsen och Tuvas regionalregering till 1972.